# 聖裔世界大會
圣裔世界大会，或艾哈里拜提世界大会（阿拉伯语：المجمع العالمي لأهل البيت）是伊朗的一个国际非政府组织。它于1990年由阿里·哈梅內伊和一群什叶派精英创立，旨在识别、组织、教育和支持聖裔的追随者。

## 成立及第一次会议
伊朗伊斯兰革命成功后，伊朗政府最重要的目标之一是促进全球穆斯林之间的团结。为了实现这一目标，圣裔世界大会于1990年成立。其第一次会议于1990年5月21日举行。三百多名学者和穆斯林精英（其中大部分是什叶派）出席了会议。会议结束时，与会者通过一封信要求大阿亚图阿里·哈梅内伊建立聖裔世界大会，并获得后者同意。